# CAレメンセ
クルーベ・アトレチコ・レメンセ（ポルトガル語: Clube Atlético Lemense）は、ブラジルのサンパウロ州レメにあるサッカークラブ。元々はエスポルチ・クルーベ・レメンセ（Esporte Clube Lemense）の名で知られていた。

## 歴史
エスポルチ・クルーベ・レメンセとして1915年6月16日に設立。1966年にプロクラブのエスポルチ・クルーベ・バンカリオが設立されたものの1年で解散。これに伴ってレメンセが活動を再開し、1967年4月16日に再設立。しかし2004年に解散した。翌2005年10月4日にエスポルチ・クルーベ・レメンセを引き継ぐ形でクルーベ・アトレチコ・レメンセが設立された。設立当初は他のクラブから溢れた人員で構成されていた。

## 本拠地
サンパウロ州レメにあるエスタジオ・ムニシパウ・ブルーノ・ラッツァリーニを本拠地としている。ブルノン（Brunão）の愛称で呼ばれるこのスタジアムは7659人を収容できるものである。

## 歴代所属選手
- ジョゼ・エンヒキ・ダ・シウヴァ・ドゥラード 2009
- アレッシャンドレ・ジョゼ・ボルトラット 2010

## タイトル
- カンピオナート・パウリスタ・セリエA3: 1980
- カンピオナート・パウリスタ・セグンダ・ディヴィソン: 1978